# 8106 Carpino
8106 Carpino è un asteroide della fascia principale. Scoperto nel 1994, presenta un'orbita caratterizzata da un semiasse maggiore pari a 2,4112880 au e da un'eccentricità di 0,2173609, inclinata di 9,70363° rispetto all'eclittica.
L'asteroide è dedicato all'astronomo italiano Mario Carpino.